# Indra (comics)
Pour les articles homonymes, voir Indra (homonymie).
Indra est un personnage de fiction appartenant à l'univers de Marvel. Il apparaît pour la première fois dans le comic book New X-Men: Academy X #7, en 2004.

## Biographie du personnage
L'Indien Paras Gavaskar est un des jeunes mutants inscrits à l'Institut Xavier. En honneur au dieu Hindou de la guerre, il se nomma Indra et fut assigné à l'Escadron Alpha, dirigé par le Canadien Véga et se révéla l'un des meilleurs élèves. Il fut sévèrement touché par la mort de Véga, et fut par la suite pris en charge par Karma.
Lors du duel organisé par Emma Frost, il a été battu par Dust et n'a pas été sélectionné pour faire partie des Nouveaux X-Men.
Indra conserva ses pouvoirs lors du M-Day provoqué par la Sorcière Rouge. Un autre coup dur vint le frapper quand 42 élèves furent tués dans un attentat, par le Révérend William Stryker.
Il fit partie du groupe envoyé dans les Limbes retrouver Magyk. À son retour, il apprit qu'il était le plus jeune mutant de la planète.

## Pouvoirs
- Indra est un mutant à la peau et aux pupilles roses. Ses cheveux sont rouges.
- Son corps abrite sous l'épiderme des plaques rétractables qu’il peut extraire et organiser comme une armure pour se protéger des attaques physiques, comme un pangolin. L'extraction des plaques le fait souffrir.
- Au combat, il utilise des dagues et des épées générées à partir de ses plaques osseuses.